# Rhacophorus gadingensis
Espèce
Statut de conservation UICN

 LC  : Préoccupation mineure
Rhacophorus gadingensis est une espèce d'amphibiens de la famille des Rhacophoridae.

## Répartition
Cette espèce est endémique de l'État de Sarawak en Malaisie, sur l'île de Bornéo,.

## Description
Rhacophorus gadingensis mesure environ 30 mm. Son dos est fauve. Ses flancs présentent des taches bleu ciel cernées de brun. Son ventre est uniformément jaune crème.

## Étymologie
Son nom d'espèce, composé de gading et du suffixe latin -ensis, « qui vit dans, qui habite », lui a été donné en référence au lieu de sa découverte, le Gunung Gading.

## Publication originale
- Das & Haas, 2005 : A new species of Rhacophorus (Anura: Rhacophoridae) from Gunung Gading, Sarawak. Raffles Bulletin of Zoology, vol. 53, no 2, p. 257-263 (texte intégral).